# Messier 46
M46 (Messier 46 / NGC 2437) is een open sterrenhoop in het sterrenbeeld Achtersteven (Puppis). Hij werd ontdekt door Charles Messier in 1771 en vervolgens door hem opgenomen in zijn lijst van komeetachtige objecten als nummer 46.
M46 ligt op ongeveer 5400 lichtjaar van de Aarde en meet 30 lichtjaar in diameter. Er zijn zo'n 500 sterren lid van deze hoop waaronder 150 die helderder zijn dan magnitude 13.
De planetaire nevel NGC 2438 lijkt zich in de sterrenhoop te bevinden maar in werkelijkheid ligt deze slechts toevallig in dezelfde richting als M46.